# Israelsmyran
Israelsmyran är ett naturreservat i Skellefteå kommun i Västerbottens län.
Området är naturskyddat sedan 2016 och är 3 hektar stort. Reservatet omfattar en sydsluttning ner mot Israelsmyran och består av granskog.